# Jhon Viáfara
Jhon Eduis Viáfara Mina (ur. 27 października 1978 w Robles) – piłkarz kolumbijski grający na pozycji prawego lub defensywnego pomocnika.

## Kariera klubowa
Viáfara jest wychowankiem klubu Deportivo Pasto, w którym to w 1999 zadebiutował Copa Mustang. Po roku gry w Deportivo przeszedł do Ameriki Cali i dwukrotnie z rzędu, czyli w 2000 i 2001 wywalczył z nią mistrzostwo Kolumbii. W połowie 2001 wrócił do Deportivo, a już w 2002 przeniósł się do Once Caldas i rok później wywalczył z nim mistrzostwo fazy Apertura. W 2004 dotarł z tym klubem do finału Copa Libertadores, a w nim kolumbijski klub okazał się lepszy od Boca Juniors. Viáfara wystąpił też w przegranym z FC Porto po serii rzutów karnych meczu Pucharu Interkontynentalnego.
Latem 2005 Viáfara przeszedł do Portsmouth F.C. za 800 tysięcy funtów. W Premiership zadebiutował 13 sierpnia w przegranym 0:2 meczu z Tottenhamem Hotspur. W Portsmouth grał za kadencji Alaina Perrina, ale gdy menedżerem został Harry Redknapp, stracił miejsce w składzie. W rundzie jesiennej rozegrał 14 meczów i strzelił 1 gola (z Manchesterem City), a w styczniu 2006 przeszedł do hiszpańskiego Realu Sociedad. Tan zadebiutował 5 lutego w meczu z RCD Mallorca (2:1). W Primera División rozegrał 11 meczów, w tym we dwóch otrzymał czerwoną kartkę.
4 sierpnia 2006 Viáfara podpisał trzyletni kontrakt z Southampton F.C. W klubie tym miał pewne miejsce w składzie przez cały sezon i między innymi zdobył 2 gole w półfinałowym meczu play-off (o awans do Premiership) w meczu z Derby County, ale Southampton przegrało po serii rzutów karnych).
W 2008 Viáfara wrócił do Kolumbii i ponownie został piłkarzem Once Caldas. W 2009 wywalczył z nim mistrzostwo Apertury. W 2010 przeszedł do La Equidad.
| Sezon   | Klub             | Kraj      | Rozgrywki        | Mecze | Bramki |
| ------- | ---------------- | --------- | ---------------- | ----- | ------ |
| 1999    | Deportivo Pasto  | Kolumbia  | Copa Mustang     | 44    | 2      |
| 2000    | América Cali     | Kolumbia  | Copa Mustang     | 27    | 0      |
| 2001    | América Cali     | Kolumbia  | Copa Mustang     | 10    | 0      |
| 2001    | Deportivo Pasto  | Kolumbia  | Copa Mustang     | 18    | 0      |
| 2002    | Once Caldas      | Kolumbia  | Copa Mustang     | 37    | 2      |
| 2003    | Once Caldas      | Kolumbia  | Copa Mustang     | 32    | 4      |
| 2004    | Once Caldas      | Kolumbia  | Copa Mustang     | 30    | 3      |
| 2005    | Once Caldas      | Kolumbia  | Copa Mustang     | 14    | 0      |
| 2005/06 | Portsmouth F.C.  | Anglia    | Premiership      | 14    | 1      |
| 2006/07 | Real Sociedad    | Hiszpania | Primera División | 11    | 0      |
| 2006/07 | Southampton F.C. | Anglia    | Championship     | 36    | 2      |
| 2007/08 | Southampton F.C. | Anglia    | Championship     | 40    | 3      |
| 2008    | Once Caldas      | Kolumbia  | Copa Mustang     | 11    | 1      |
| 2009    | Once Caldas      | Kolumbia  | Copa Mustang     | 38    | 2      |
| 2010    | La Equidad       | Kolumbia  | Copa Mustang     | 35    | 5      |
| 2011    | La Equidad       | Kolumbia  | Copa Mustang     |       |        |

## Kariera reprezentacyjna
W reprezentacji Kolumbii Viáfara zadebiutował w 2003. W 2004 wystąpił w Copa América 2004, a w 2007 w Copa América 2007.